# El vengador misterioso
El vengador misterioso (título original: Der Rächer) es una película policíaca de 1960 dirigida por Karl Anton y protagonizada por Heinz Drache, Ingrid van Bergen y Benno Sterzenbach. La película es una adaptación cinematográfica de la novela homónima de Edgar Wallace.

## Argumento
El "Vengador" es un cruel asesino en serie que corta la cabeza a sus víctimas y las mete en cajas. Se trata de un fanático de la justicia que emula a su antepasado, un verdugo, y ejecuta a personas que, en su opinión, han cometido un delito y han escapado de la justicia.
Para evitar que el "Vengador" continúe matando se encomienda al detective Michael Brixan a detenerlo. Sus investigaciones le llevan al sur de Inglaterra, donde un equipo de rodaje está filmando exteriores cerca de un antiguo castillo, entre ellos la encantadora actriz Ruth Sanders. El señor del castillo es un hombre sádico que mantiene prisionera en el sótano a una mujer exótica y que también tiene como objetivo a Ruth. Allí el "Vengador" le tiende una trampa a Brixan que podría costarle la cabeza.

## Reparto
| Actor                 | Personaje        |
| --------------------- | ---------------- |
| Heinz Drache          | Michael Brixan   |
| Ingrid van Bergen     | Stella Mendoza   |
| Benno Sterzenbach     | Sir Gregory Penn |
| Ina Duscha            | Ruth Sanders     |
| Ludwig Linkmann       | Henry Longvale   |
| Siegfried Schürenberg | Mayor Staines    |
| Klaus Kinski          | Lorenz Voss      |
| Rainer Brandt         | Reggie Conolly   |

## Producción

### Desarrollo
Antes de que Rialto comprase a Penelope Wallace, la hija de Edgar Wallace, los restantes derechos respecto a los libros de su padre después del éxito de las primeras películas, aparecieron otros dos productores para comprar los derechos para producir otras dos películas basándose para ello en dos de sus libros. Uno de ellos fue Kurt Ulrich, el cual compró los derechos del libro Der Rächer.

### Rodaje
Ulrich se encargo, una vez conseguido los derechos, de que se filmase el libro lo antes posible para así aprovecharse de la oleada de éxito de las películas de Edgar Wallace.se encargó Ulrich de que se filmase la novela lo antes posible y de tal manera, de que se estrenase antes de que Rialto estrenase su tercelargometraje correspondientemente.
Es así como se filmó la película entre el 31 de mayo de 1960 y el 20 de junio de 1960. Para hacerlo posible se rodó en el Estudio Arri en Múnich y en Berlín en los lugares de Jagdschloss Glienecke, Rittergut Groß Glienecke y en la Spandauer Zitadelle. Una vez terminado, se estrenó el 5 de agosto de 1960 en Fráncfort del Meno. Consiguió así su propósito, ya que se estrenó tres semanas antes de la tercera película de Rialto.

## Recepción
El filme tuvo un claro éxito y Kurt Ultich consiguió así todos sus objetivos.
Hoy en día el largometraje ha sido valorado en portales cinematográficos. En IMDb, por ejemplo, con 402 votos registrados en ese portal, la película obtiene una media ponderada de 5,8 sobre 10. En cuanto a La Vanguardia, el 57 % de los usuarios registrados en ese periódico le dan a la obra cinematográfica una valoración positiva.